# Ibn Ma al-Sama
Abu-Bakr Ubada ibn Ma-as-Samà, més conegut simplement com a Ibn Ma-as-Samà, fou un poeta andalusí del segle x (segona meitat) autor cèlebre de la muwashshkat. Era nascut a Màlaga o a Còrdova. Va escriure panegírics pels amírides i hammudites. Va morir a Màlaga vers el 1030.